# Sé quién eres (sèrie de televisió)
Sé quién eres és una sèrie creada pel director Pau Freixas i produïda per Mediaset España per a la cadena espanyola Telecinco. Va ser estrenada el 16 de gener de 2017 i és protagonitzada per Francesc Garrido, Blanca Portillo, Aida Folch, Carles Francino, Antonio Dechent i Nancho Novo entre d'altres. Va ser guardonada com a millor sèrie espanyola als Premis Ondas 2017.

## Argument
La trama se centra en el personatge de Juan Elías, advocat de prestigi, que després del que sembla haver estat un accident, ha perdut totalment la memòria. Amb l'ajuda de la seva esposa, la jutgessa Alicia Castro, intenta recompondre els fets esdevinguts, en haver-se trobat el cotxe accidentat. La història adquireix un tint més ombrívol en trobar-se en el vehicle sang d'Ana Saura, la neboda del matrimoni desapareguda des de fa dies. El seu pare, Ramón, rector d'universitat, tractarà de demostrar que Elías ha posat fi a la vida de la jove.

## Antecedents
A mitjan maig de 2015, mitjançant una nota que Mediaset España va manar a la premsa, es va donar a conèixer que l'actor Lluís Homar protagonitzaria la sèrie encarnant al personatge de Juan Elías.
Poques setmanes després, es va anunciar que finalment, després de la renovació de la sèrie Bajo sospecha er una segona temporada en la qual participava Homar, l'actor va decidir seguir lligat a ella, ja que el seu compromís era anterior a aquest projecte creat per Pau Freixas.
Pau Freixas, el creador de la sèrie, va anunciar el 19 de maig de 2015 en la presentació de la sèrie que Sé quién eres es desenvoluparia en dues temporades, amb 10 capítols cadascuna.
Finalment, després d'una reunió de Telecinco amb el creador de la sèrie, van decidir fer un total de 16 capítols amb final tancat, pensant que seria millor per al producte.
Per a sorpresa de molts, no serà Telecinco l'encarregada de recuperar-la si no que la continuació de la història de Juan Elías (Francesc Garrido) arribarà a totes les llibreries en forma de novel·la. "La última palabra de Juan Elías" és el títol del llibre escrit per Claudio Cerdán.
El 24 de maig és la data prevista per al llançament d'aquesta novel·la en la qual descobrirem què va passar després del desenllaç.

## Continuació literària
Després del final de la sèrie, es va anunciar que es publicaria una continuació literària de Sé quién eres, escrita pel creador de la sèrie Pau Freixas i l'escriptor Claudio Cerdán. La novel·la, titulada La última palabra de Juan Elías, el que va ocórrer dos anys després dels fets que es plasmen en la sèrie de Telecinco.

## Repartiment
- Francesc Garrido - Juan Elías Giner
- Blanca Portillo - Alicia Castro
- Aida Folch - Eva Durán
- Carles Francino - David Vila
- Antonio Dechent - Ricardo Heredia
- Nancho Novo - Ramón Saura
- Eva Santolaria - Marta Hess
- Mar Sodupe - Silvia Castro
- Susana Abaitua - Ana Saura
- Martiño Rivas - Marc Castro
- Àlex Monner - Pol Elías Castro
- Nausicaa Bonnín - Carla Mur "Charry"
- Marcel Borràs - Santiago "Santi" Mur
- Noa Fontanals - Julieta Elías Castro
- Pepón Nieto - Alberto Giralt

## Episodis i audiències
| Temporada | Temporada | Episodis | Estrena             | Final             | Audiència mitjana | Audiència mitjana | Audiència mitjana |
| Temporada | Temporada | Episodis | Estrena             | Final             | Espectadors       | Quota             |                   |
| --------- | --------- | -------- | ------------------- | ----------------- | ----------------- | ----------------- | ----------------- |
|           | 1         | 16       | 16 de gener de 2017 | 1 de maig de 2017 | 2 405 000         | 15,2%             |                   |
| Total     | Total     | 16       | 2017                | 2017              | 2 405 000         | 15,2%             |                   |

### Primera temporada (2017)
| Núm. (sèrie) | Títol                          | Director(s)    | Guionista(s)                                                                         | Data d'emissió       | Audiència         |
| ------------ | ------------------------------ | -------------- | ------------------------------------------------------------------------------------ | -------------------- | ----------------- |
| 1            | «Kilómetro cero»               | Pau Freixas    | Pau Freixas, Iván Mercadé, Silvia González Laá i Pol Cortecans                       | 16 de gener de 2017  | 3 176 000 (18,9%) |
| 2            | «Memoria selectiva»            | Pau Freixas    | Pau Freixas, Iván Mercadé, Silvia González Laá i Pol Cortecans                       | 23 de gener de 2017  | 2 777 000 (15,9%) |
| 3            | «Matar al padre»               | Pau Freixas    | Pau Freixas, Iván Mercadé i Pol Cortecans                                            | 30 de gener de 2017  | 2 533 000 (15,9%) |
| 4            | «La ley de la permanencia»     | Pau Freixas    | Pau Freixas, Iván Mercadé i Pol Cortecans                                            | 6 de febrer de 2017  | 2 753 000 (17,0%) |
| 5            | «La habitación 218»            | Silvia Quer    | Pau Freixas, Iván Mercadé, Pol Cortecans i Eduard Sola                               | 13 de febrer de 2017 | 2 483 000 (15,1%) |
| 6            | «Secretos del pasado»          | Silvia Quer    | Pau Freixas, Iván Mercadé, Pol Cortecans i Eduard Sola                               | 20 de febrer de 2017 | 2 350 000 (15,3%) |
| 7            | «Punto de no retorno»          | Jorge Coira    | Pau Freixas, Iván Mercadé, Pol Cortecans i Eduard Sola                               | 27 de febrer de 2017 | 2 089 000 (13,1%) |
| 8            | «La pista falsa»               | Jorge Coira    | Pau Freixas, Iván Mercadé, Pol Cortecans, Eduard Sola i Daniel González              | 6 de març de 2017    | 2 428 000 (15,2%) |
| 9            | «Mil veces mejor que tú»       | Joaquín Llamas | Pau Freixas, Iván Mercadé, Pol Cortecans, Eduard Sola i Daniel González              | 13 de març de 2017   | 2 496 000 (15,5%) |
| 10           | «Necesito ayuda»               | Joaquín Llamas | Pau Freixas, Iván Mercadé, Pol Cortecans, Eduard Sola i Daniel González              | 20 de març de 2017   | 2 258 000 (15,8%) |
| 11           | «La vida en un suspiro»        | Pau Freixas    | Pau Freixas, Iván Mercadé, Pol Cortecans, Eduard Sola i Daniel González              | 27 de març de 2017   | 2 283 000 (13,6%) |
| 12           | «Duda razonable»               | Joaquín Llamas | Pau Freixas, Iván Mercadé, Pol Cortecans, Eduard Sola i Daniel González              | 3 d'abril de 2017    | 2 233 000 (14,2%) |
| 13           | «El precio del silencio»       | Pau Freixas    | Pau Freixas, Iván Mercadé, Pol Cortecans, Eduard Sola i Daniel González              | 10 d'abril de 2017   | 2 092 000 (14,0%) |
| 14           | «Julieta»                      | Joaquín Llamas | Pau Freixas, Iván Mercadé, Pol Cortecans, Eduard Sola, Daniel González i César Vidal | 17 d'abril de 2017   | 2 106 000 (14,1%) |
| 15           | «La esposa abandonada»         | Joaquín Llamas | Pau Freixas, Iván Mercadé, Pol Cortecans, Eduard Sola, Daniel González i César Vidal | 24 d'abril de 2017   | 2 307 000 (15,4%) |
| 16           | «El factor de la culpabilidad» | Pau Freixas    | Pau Freixas, Iván Mercadé, Pol Cortecans, Eduard Sola i Daniel González              | 1 de maig de 2017    | 2 118 000 (14,5%) |